# Gonzalo Pavone
Gonzalo Norberto Pavone (Tres Sargentos, 14 de junio de 1977) es un exfutbolista y entrenador argentino. Jugaba de delantero y su último club fue el Club Atlético Sportsman de Carmen de Areco.
Es hermano mayor de los exfutbolistas Mariano Pavone y Tomás Pavone.

## Trayectoria
Comenzó su carrera en Estudiantes de La Plata, pero al no rendir como el entrenador pretendía fue dado a préstamo a Defensa y Justicia en la Primera B Nacional, donde convirtió casi 20 goles, siendo así el goleador del equipo.
Por sus actuaciones volvió al Estudiantes de La Plata, pero no consiguió la titularidad.
Fue a probar suerta al Banfield a préstamo, aunque sus actuaciones no fueron las mismas.
Más tarde paso por Arsenal de Sarandí para jugar media temporada.
En su pasaje por Italia jugó en el AS Lodigiani y en el Taranto.
Cuando volvió a Argentina jugo algunos meses en Independiente de Mendoza en el Torneo Argentino A en ese mismo año fue fichado para jugar en el CF Extremadura de España. 
Luego fichó por la SD Ponferradina, el equipo con el cual ascendió a la Segunda División de España y tuvo un breve paso por el Logroñés CF.
Más tarde jugó en el Alicante CF y en la UD Puertollano.
Cuando volvió a Argentina, el julio de 2008, firmó contrato para jugar una temporada en el Club Atlético All Boys en la Primera B Nacional pero no logró ganarse la titularidad.
En 2017, se retira de la actividad profesional vistiendo los colores del Club Atlético Sportsman (Carmen de Areco).

## Entrenador técnico
En 2024 se encontraba junto a Lucas Raggi dirigiendo el Club Huracán de Chivilcoy.

## Clubes
| Club                        | País      | Año         |
| --------------------------- | --------- | ----------- |
| Estudiantes de La Plata     | Argentina | 1997 - 1998 |
| Defensa y Justicia          | Argentina | 1998 - 1999 |
| Banfield                    | Argentina | 2000        |
| Estudiantes de La Plata     | Argentina | 2001        |
| Arsenal de Sarandí          | Argentina | 2001        |
| AS Lodigiani                | Italia    | 2002        |
| Taranto                     | Italia    | 2002 - 2003 |
| Independiente Rivadavia     | Argentina | 2003        |
| CF Extremadura              | España    | 2003 - 2005 |
| SD Ponferradina             | España    | 2005 - 2006 |
| Logroñés CF                 | España    | 2006        |
| Alicante CF                 | España    | 2007        |
| UD Puertollano              | España    | 2007 - 2008 |
| All Boys                    | Argentina | 2008        |
| CD Don Benito               | España    | 2009        |
| Juventud de Pergamino       | Argentina | 2009 - 2010 |
| Defensores de Salto         | Argentina | 2010 - 2011 |
| Independiente de Chivilcoy  | Argentina | 2011 - 2014 |
| Sportsman (Carmen de Areco) | Argentina | 2015 - 2017 |

## Palmarés

### Campeonatos nacionales
| Título                          | Club                       | País      | Año       |
| ------------------------------- | -------------------------- | --------- | --------- |
| Primera B Nacional              | Banfield                   | Argentina | 2000/01   |
| Segunda División "B"            | SD Ponferradina            | España    | 2005/06   |
| Ascenso al Torneo Argentino "B" | Independiente de Chivilcoy | Argentina | 2011/2012 |
| Ascenso al Torneo Federal "B"   | Sportsman                  | Argentina | 2015      |